# Стоякович, Предраг
Пре́драг «Пе́джа» Стоя́кович (серб. Предраг „Пеђа“ Стојаковић; родился 9 июня 1977 года в Словонской-Пожеге, СР Хорватия, Югославия) — сербский баскетболист, выступавший в Национальной баскетбольной ассоциации. Играл на позиции лёгкого форварда. Был выбран на драфте НБА 1996 года в первом раунде под общим 14-м номером командой «Сакраменто Кингз». Имеет двойное, сербское и греческое, гражданство.

## Биография

### Ранние годы
Стоякович родился в сербской семье Миодрага и Бранки Стояковичей в хорватском городе Славонска-Пожега. Во время войны на Балканах семья Предрага переехала в Белград, где он стал выступать за местный баскетбольный клуб «Црвена звезда» под руководством Предрага Бадняревича.
В 1994 году Стоякович переехал в Грецию, где стал выступать за клуб ПАОК из города Салоники. Также он получил греческое гражданство и новую фамилию Кинис. Своей яркой игрой в чемпионате Греции Предраг привлёк к себе внимание скаутов американских клубов и в 1996 году был выбран на драфте НБА под 16-м номером клубом «Сакраменто Кингз», однако после драфта он ещё два года провёл в ПАОКе, прежде чем перебраться за океан. В своём последнем сезоне в Греции Стоякович был признан самым ценным игроком чемпионата, также своим трёхочковым броском за 2 секунды до конца последнего матча полуфинала плей-офф против «Олимпиакоса» он вырвал для своей команды победу в серии и прервал пятилетнюю гегемонию «Олимпиакоса» в чемпионате. В финале ПАОК уступил «Панатинаикосу», лидером которого был проводивший свой последний сезон в качестве игрока Байрон Скотт, позднее тренировавший Стояковича в Новом Орлеане.

### НБА
В первых двух сезонах в НБА Стоякович был резервным лёгким форвардом «Кингз», однако в сезоне 2000/2001 стал основным игроком команды, провёл все свои 75 матчей, выходя на площадку в стартовой пятёрке, набирая в среднем 20,4 очков и делая 5,8 подборов при проценте реализации трёхочковых бросков .400. По итогам сезона Стоякович занял второе место в опросе на звание самого прогрессирующего игрока Ассоциации, уступив только Трэйси Макгрэди из «Орландо Мэджик».
В сезонах 2001-02 и 2002-03 Стоякович продолжал демонстрировать высокую результативность, два года подряд принимал участие в матче всех звёзд НБА и выигрывал конкурс по трёхочковым броскам. В сезоне 2003-04 Стоякович вновь принял участие в матче всех звёзд, занял второе место в лиге по среднему количеству очков, набираемых за игру (24.2), занял четвёртое место в голосовании на звание самого ценного игрока Ассоциации и был включён во вторую символическую сборную всех звёзд НБА.
С сезона 2004-05 Стояковича стали преследовать травмы, из-за которых он пропускал игры чемпионата, не мог набрать оптимальную форму и уже не демонстрировал столь высокую результативность, как в предыдущих сезонах. 25 января 2006 года «Кингз» обменяли Предрага на Рона Артеста в «Индиана Пэйсерс». В конце сезона, в разгар серии плей-офф, Стоякович получил очередную травму и не смог помешать поражению «Индианы» от «Нью-Джерси Нетс». В межсезонье 2006 года серб подписал с «Пэйсерс» новый контракт, после чего генеральный менеджер «Индианы» обменял его в «Нью-Орлеан Хорнетс» на право подписания контракта с англичанином Эндрю Беттсом.
Выступления в «Хорнетс» под руководством Байрона Скотта Стоякович начал довольно успешно, 14 ноября 2006 года он набрал рекордные для себя 42 очка в игре против «Шарлотт Бобкэтс». Однако тяжёлая травма спины вскоре вывела его из строя до конца сезона 2006-07, в котором он провёл всего 13 матчей. В следующем сезоне Предраг отыграл с первых минут почти все матчи регулярного чемпионата и внёс существенный вклад в занятое «Хорнетс» 2-е место в Западной конференции и выход в полуфинал конференции в плей-офф.

### Сборная
В составе национальной сборной Югославии Стоякович становился чемпионом мира в 2002 году и чемпионом Европы в 2001 году. В 1999 году он выигрывал бронзовую медаль чемпионата Европы. В 2001 году Предраг был признан самым ценным игроком чемпионата Европы, в 2002 — вошёл в символическую сборную чемпионата мира. В 2000 году принимал участие в Олимпийских играх в Сиднее.

## Личная жизнь
Стоякович женат на Александре. Пара имеет двух детей, сына Андрея и дочь Милу.
Занимается благотворительностью. Вместе с соотечественником и партнёром по «Сакраменто Кингз», Владе Дивацом, в 1999 году он организовал рождественскую акцию по сбору 10000 подарков для сербских детей. В 2002 и 2003 годах работал консультантом и тренером в детском спортивном лагере Баскетбол без границ в Стамбуле. Вместе с Дивацом в 2003 году организовал фонд для сбора средств на реставрацию сербской православной церкви Успения святой Девы Марии в Сакраменто. В 2003 году основал Детский фонд Предрага Стояковича, занимающийся помощью бедным детям на Балканском полуострове.

## Статистика в НБА
| Сезон                                                                                    | Команда    | Регулярный сезон | Регулярный сезон | Регулярный сезон | Регулярный сезон | Регулярный сезон | Регулярный сезон | Регулярный сезон | Регулярный сезон | Регулярный сезон | Регулярный сезон | Регулярный сезон | Серия плей-офф | Серия плей-офф | Серия плей-офф | Серия плей-офф | Серия плей-офф | Серия плей-офф | Серия плей-офф | Серия плей-офф | Серия плей-офф | Серия плей-офф | Серия плей-офф |
| Сезон                                                                                    | Команда    | GP               | GS               | MPG              | FG%              | 3P%              | FT%              | RPG              | APG              | SPG              | BPG              | PPG              | GP             | GS             | MPG            | FG%            | 3P%            | FT%            | RPG            | APG            | SPG            | BPG            | PPG            |
| ---------------------------------------------------------------------------------------- | ---------- | ---------------- | ---------------- | ---------------- | ---------------- | ---------------- | ---------------- | ---------------- | ---------------- | ---------------- | ---------------- | ---------------- | -------------- | -------------- | -------------- | -------------- | -------------- | -------------- | -------------- | -------------- | -------------- | -------------- | -------------- |
| 1998/99                                                                                  | Сакраменто | 48               | 1                | 21,4             | 37,8             | 32,0             | 85,1             | 3,0              | 1,5              | 0,9              | 0,1              | 8,4              | 5              | 0              | 21,6           | 34,6           | 21,4           | 100,0          | 3,8            | 0,4            | 0,6            | 0,0            | 4,8            |
| 1999/00                                                                                  | Сакраменто | 74               | 11               | 23,6             | 44,8             | 37,5             | 88,2             | 3,7              | 1,4              | 0,7              | 0,1              | 11,9             | 5              | 0              | 25,8           | 40,0           | 46,2           | 66,7           | 3,4            | 0,6            | 0,8            | 0,0            | 8,8            |
| 2000/01                                                                                  | Сакраменто | 75               | 75               | 38,7             | 47,0             | 40,0             | 85,6             | 5,8              | 2,2              | 1,2              | 0,2              | 20,4             | 8              | 8              | 38,4           | 40,6           | 34,6           | 96,8           | 6,4            | 0,4            | 0,6            | 0,4            | 21,6           |
| 2001/02                                                                                  | Сакраменто | 71               | 71               | 37,3             | 48,4             | 41,6             | 87,6             | 5,3              | 2,5              | 1,1              | 0,2              | 21,2             | 10             | 7              | 33,8           | 37,3           | 26,5           | 89,7           | 6,3            | 1,0            | 0,5            | 0,0            | 14,8           |
| 2002/03                                                                                  | Сакраменто | 72               | 72               | 34,0             | 48,1             | 38,2             | 87,5             | 5,5              | 2,0              | 1,0              | 0,1              | 19,2             | 12             | 12             | 40,5           | 48,0           | 45,7           | 85,0           | 6,9            | 2,5            | 0,8            | 0,4            | 23,1           |
| 2003/04                                                                                  | Сакраменто | 81               | 81               | 40,3             | 48,0             | 43,3             | 92,7             | 6,3              | 2,1              | 1,3              | 0,2              | 24,2             | 12             | 12             | 43,1           | 38,4           | 31,5           | 89,7           | 7,0            | 1,5            | 1,8            | 0,3            | 17,5           |
| 2004/05                                                                                  | Сакраменто | 66               | 66               | 38,4             | 44,4             | 40,2             | 92,0             | 4,3              | 2,1              | 1,2              | 0,2              | 20,1             | 5              | 5              | 40,6           | 47,0           | 36,7           | 95,5           | 5,2            | 1,4            | 0,8            | 0,2            | 22,0           |
| 2005/06                                                                                  | Сакраменто | 31               | 31               | 37,0             | 40,3             | 39,7             | 93,3             | 5,3              | 2,2              | 0,6              | 0,1              | 16,5             | Не участвовал  | Не участвовал  | Не участвовал  | Не участвовал  | Не участвовал  | Не участвовал  | Не участвовал  | Не участвовал  | Не участвовал  | Не участвовал  | Не участвовал  |
| 2005/06                                                                                  | Индиана    | 40               | 40               | 36,3             | 46,1             | 40,4             | 90,3             | 6,3              | 1,7              | 0,7              | 0,2              | 19,5             | 2              | 2              | 25,4           | 44,4           | 0,0            | 85,7           | 4,5            | 2,0            | 0,5            | 0,5            | 11,0           |
| 2006/07                                                                                  | Нью-Орлеан | 13               | 13               | 32,7             | 42,3             | 40,5             | 81,6             | 4,2              | 0,8              | 0,6              | 0,3              | 17,8             | Не участвовал  | Не участвовал  | Не участвовал  | Не участвовал  | Не участвовал  | Не участвовал  | Не участвовал  | Не участвовал  | Не участвовал  | Не участвовал  | Не участвовал  |
| 2007/08                                                                                  | Нью-Орлеан | 77               | 77               | 35,2             | 44,0             | 44,1             | 92,9             | 4,3              | 1,2              | 0,7              | 0,1              | 16,4             | 12             | 12             | 37,9           | 43,6           | 54,9           | 92,6           | 5,4            | 0,5            | 0,5            | 0,1            | 14,1           |
| 2008/09                                                                                  | Нью-Орлеан | 61               | 59               | 34,2             | 39,9             | 37,8             | 89,4             | 4,3              | 1,2              | 0,9              | 0,0              | 13,3             | 5              | 5              | 32,4           | 36,7           | 30,8           | 92,3           | 2,8            | 0,4            | 0,8            | 0,2            | 11,2           |
| 2009/10                                                                                  | Нью-Орлеан | 62               | 55               | 31,4             | 40,4             | 37,5             | 89,7             | 3,7              | 1,5              | 0,8              | 0,1              | 12,6             | Не участвовал  | Не участвовал  | Не участвовал  | Не участвовал  | Не участвовал  | Не участвовал  | Не участвовал  | Не участвовал  | Не участвовал  | Не участвовал  | Не участвовал  |
| 2010/11                                                                                  | Нью-Орлеан | 6                | 0                | 14,8             | 42,4             | 44,0             | 85,7             | 1,0              | 1,0              | 0,3              | 0,0              | 7,5              | Не участвовал  | Не участвовал  | Не участвовал  | Не участвовал  | Не участвовал  | Не участвовал  | Не участвовал  | Не участвовал  | Не участвовал  | Не участвовал  | Не участвовал  |
| 2010/11                                                                                  | Торонто    | 2                | 0                | 11,2             | 70,0             | 66,7             | 100,0            | 1,5              | 0,5              | 0,0              | 0,0              | 10,0             | Не участвовал  | Не участвовал  | Не участвовал  | Не участвовал  | Не участвовал  | Не участвовал  | Не участвовал  | Не участвовал  | Не участвовал  | Не участвовал  | Не участвовал  |
| 2010/11                                                                                  | Даллас     | 25               | 13               | 20,2             | 42,9             | 40,0             | 93,8             | 2,6              | 0,9              | 0,4              | 0,1              | 8,6              | 19             | 0              | 18,4           | 40,8           | 37,7           | 77,8           | 1,7            | 0,4            | 0,6            | 0,1            | 7,1            |
|                                                                                          | Всего      | 804              | 665              | 33,5             | 45,0             | 40,1             | 89,5             | 4,7              | 1,8              | 0,9              | 0,1              | 17,0             | 95             | 63             | 32,7           | 41,7           | 37,5           | 90,0           | 4,9            | 1,0            | 0,8            | 0,2            | 14,4           |
| Наведите курсор мыши на аббревиатуры в заголовке таблицы, чтобы прочесть их расшифровку. |            |                  |                  |                  |                  |                  |                  |                  |                  |                  |                  |                  |                |                |                |                |                |                |                |                |                |                |                |